# Cocomelon – Nursery Rhymes
Cocomelon – Nursery Rhymes, conegut simplement com a Cocomelon i anteriorment com a ABCkidTV (2013–2018) i ThatsMEonTV (2006–2013), és un canal de YouTube i programa de televisió (Netflix) dels Estats Units gestionat per l'empresa Treasure Studio. S'especialitza en vídeos animats en 3D de cançons infantils tradicionals i originals. A maig del 2020 era el canal de YouTube més vist dels Estats Units i el segon més vist del món, per darrere de T-Series, de l'Índia.

## Història

### Vídeos

#### ThatsMEonTV
L'1 de setembre de 2006, Cocomelon va ser creat a YouTube per proporcionar als espectadors educació gratuïta. Després conegut com a ThatsMEonTV, el canal va pujar dues versions de la cançó de l'alfabet a YouTube el primer dia. El canal va pujar el seu tercer vídeo 9 mesos més tard, titulat "Learning ABC Alphabet - Letter "K" - Kangaroo Game". La majoria dels vídeos al canal ensenyaven l'alfabet amb una longitud típica d'entre un i dos minuts.

#### ABCkidTV
El 2013, l'era ABCkidTV va introduir una nova introducció i logotip. El logotip mostrava un televisor amb una marieta a la cantonada superior esquerra. El canal va començar a remasteritzar vídeos antics seguits d'una transició de vídeos alfabètics a rimes infantils i longituds de vídeo més llargues. En pocs anys, el canal va introduir l'animació 3D, amb el seu primer personatge en 3D sent utilitzat a Twinkle Twinkle Little Star el 8 d'abril de 2016. El vídeo mostrava una estrella voladora en 3D guiant personatges en 2D a través del cel. Cap a finals del 2016, les pujades de vídeo d'animació 3D es van tornar més freqüents i més llargues, amb alguns vídeos utilitzant la tecnologia de captura de moviment. L'animació i la producció musical van continuar modernitzant, i es va formar un elenc recurrent de personatges, amb JJ, TomTom, YoYo i molts d'altres.

#### Actualitat
L'estiu del 2018, la companyia va canviar de nom de nou a Cocomelon, introduint una nova introducció i outro a tots els seus vídeos. També van afegir el logotip actual d'un meló d'alger estilitzat per assemblar-se a un televisor de caixa tradicional, conservant la marieta com a part de les seqüències d'obertura i tancament.
L'abril del 2019, The Wall Street Journal va estimar els ingressos publicitaris anuals de Cocomelon en 120 milions de dòlars.] A la fi de 2020, Cocomelon va afegir contingut en castellà i portuguès. En 2021, Cocomelon va afegir contingut en alemany, àrab, xinès, francès i italià.

#### Competència en subscriptors amb PewDiePie
Es va predir que Cocomelon superaria PewDiePie en algun moment del 2021, convertint-se en el segon canal de YouTube amb més subscriptors. En resposta a això, PewDiePie va llançar un diss track anomenat «Coco» el 14 de febrer de 2021. La cançó inclou lletres burles cap a Cocomelon, llenguatge groller, nens ballant amb Kjellberg i cantant sols, insults contra el raper 6ix9ine i l'escriptora JK Rowling i l'aparició del músic britànic Boyinaband al final del vídeo musical. Des de llavors, el vídeo ha estat eliminat de YouTube per assetjament i política de ciberassetjament.
Finalment el 25 d'abril de 2021, Cocomelon va superar oficialment en subscriptors a PewDiePie convertint-se en el segon canal amb més subscripcions de YouTube, només per darrere de T-Series.

## Canals de YouTube
| Canals propis                                | Canals propis  | Canals propis    | Canals propis | Canals propis | Canals propis          | Canals propis      | Canals propis      | Canals propis      | Canals propis      | Canals propis      |
| Nom del canal                                | Any de creació | Nombre de vídeos | Actiu         | Inactiu       | Nombre de subscriptors | Plaques de YouTube | Plaques de YouTube | Plaques de YouTube | Plaques de YouTube | Plaques de YouTube |
| -------------------------------------------- | -------------- | ---------------- | ------------- | ------------- | ---------------------- | ------------------ | ------------------ | ------------------ | ------------------ | ------------------ |
| Cocomelon                                    | 2006           | 629 Videos       | V             |               | 115 Milions            | 100.000            | 1.000.000          | 10.000.000         | 50.000.000         | 100.000.000        |
| CoComelon en Català                          | 2020           | 98 Videos        | V             |               | +688.000               | 100.000            |                    |                    |                    |                    |
| CoComelon em Português                       | 2020           | 98 vídeos        | V             |               | +452.000               | 100.000            |                    |                    |                    |                    |
| Darrera actualització : 18 de juliol de 2021 |                |                  |               |               |                        |                    |                    |                    |                    |                    |